# Conophorus lusitanicus
Conophorus lusitanicus är en tvåvingeart som först beskrevs av Guerin-meneville 1835.  Conophorus lusitanicus ingår i släktet Conophorus och familjen svävflugor. Inga underarter finns listade i Catalogue of Life.